# Sierra de Caldereros
La sierra de Caldereros es una sierra de España, una de las occidentales del sistema Ibérico, situada en el Señorío de Molina-Alto Tajo, al este de la provincia de Guadalajara. Se extiende a lo largo de unos 16 km en dirección noroeste-sureste, desde Molina de Aragón hasta Hombrados. Además de estos, se extiende también por los términos municipales de Castellar de la Muela y Campillo de Dueñas. En el corazón de la sierra, sobre un peñasco, se alza el castillo de Zafra.
Su máxima altitud se encuentra en el Lituero, a 1457 m s. n. m. Los cerros son de escasa prominencia, poco más de 200 m, y están formados por conglomerados y areniscas.
El 5 de diciembre de 2005, 2368 ha de la sierra de Caldereros fueron declaradas Monumento Natural para conservar los valores ecológicos, geológicos, estéticos, educativos y científicos.